# Đường Tống bát đại gia
Đường Tống bát đại gia, là danh xưng chung chỉ tám vị văn sĩ chuyên cổ văn nổi danh, gồm hai vị Hàn Dũ, Liễu Tông Nguyên đời Đường và sáu vị đời Tống gồm Âu Dương Tu, Tô Tuân,  Tô Thức, Tô Triệt, Tăng Củng,Vương An Thạch. 
Người đầu tiên gộp chung tám vị là Chu Hữu thời Minh sơ, tập hợp văn bài của hai vị Hàn, Liễu cùng các bài ông cho là ngang hàng tập thành quyển "Bát tiên sinh văn quyển". Sau, thời Minh trung có thêm Đường Thuận Chi soạn "Văn Biên", cũng lấy văn tám vị trên làm chuẩn cho Đường Tống. Minh mạt có thêm Mao Khôn theo ý hai vị Chu, Đường, tập hợp văn chương lưu lại của 8 vị kể trên thành quyển "Đường Tống bát đại gia văn sao", tổng cộng 164, từ đó định thành danh "Đường Tống bát đại gia". Từ ba vị này này mà văn chương của bát gia được coi là chuẩn mực cho cổ văn Trung Hoa, văn của các vị trong 164 quyển của "Đường Tống bát đại gia văn sao" được khắc bản đem in thời Vạn Lịch, lưu truyền rộng rãi. 
Trong tám vị thì có ba vị là cha con, tục xưng "Tam Tô", trong đó Tô Tuân là cha, Tô Thức là con lớn cùng con nhỏ là Tô Triệt, cùng thời còn xưng "Nhất gia tam học sĩ", một nhà có ba vị học sĩ. Tên các vị thường được tóm gọn thành câu "Đường hữu Hàn Liễu, Tống vi Âu Dương, Tam Tô hòa Tăng Vương".

## Danh sách
| Danh tính        | Tranh họa | Tự hiệu                                                 | Sinh mất           | Nguyên quán           | Quan chức | Tác phẩm | Ghi chú |
| ---------------- | --------- | ------------------------------------------------------- | ------------------ | --------------------- | --- | --- | --- |
| Hàn Dũ           |           | Tự:Thoái Chi Hiệu:Xương Lê tiên sinh                    | Sinh 768 Mất 824   | Xương Lê, Hà Bắc      | Niên hiệu Trinh Nguyên thứ 8 đậu Tiến sĩ xuất thân, quan tới Quốc Tử giám Tế tửu, Hình Bộ Thượng thư, Binh bộ Thượng thư, Lại bộ Thượng thư, Kinh triệu doãn                     | 《 Xương Lê tiên sinh tập》 《 ngoại tập》、《 nguyên đạo》 《 nguyên hủy》、《 di văn》 《 luận phật cốt biểu》、《 sư thuyết》 《 hoạch lân giải》、《 tế thập nhị lang văn》 | Là người khởi xướng phong trào phục hồi cổ văn thời Đường, do phản đối Đường Hiến Tông nghênh xá lợi Phật mà bị biếm làm Triệu châu Thứ sử                               |
| Liễu Tông Nguyên |           | Tự:Tử Hậu Hiệu:Liễu Hà Đông                             | Sinh 773 Mất 819   | Giải Châu, Hà Đông    | Niên hiệu Trinh Nguyên thứ 9 đậu Tiến sĩ xuất thân. Quan tới Lễ bộ Viên ngoại lang                                                                                               | 《cổ huấn liễu tiên sanh văn tập》 《liễu hà đông tập》 《 tam giới》、《 kiềm chi lư》 《 vĩnh mỗ thị chi thử》、《 lâm giang chi mi》 《 phi quốc ngữ》、《 trinh phù》 《 đoạn hình luận、《 thiên thuyết》 《 thiên đối》、《 thì lệnh luận》 《 vĩnh châu bát kí》、《 bộ xà giả thuyết》、《 giang tuyết》 | Cùng khởi xướng phong trào cổ văn với Hàn Dũ. Do ủng hộ Vương Thúc Văn mà bị liên lụy, biếm làm Vĩnh châu Tư mã, sau cải làm Liễu châu Thứ sử                            |
| Âu Dương Tu      |           | Tự: Vĩnh Hy Hiệu:Túy Ông, Lục nhất cư sĩ Thụy:Văn Trung | Sinh 1007 Mất 1072 | Vĩnh Phong, Giang Tây | Niên hiệu Thiên Thánh thứ 8 đời Tống Nhân Tông đậu Tiến sĩ xuất thân. Quan tới Hàn Lâm học sĩ, Binh bộ Thượng thư, Thái tử thiếu sư                                              | 《âu dương văn trung tập》 《 tân ngũ đại sử》 《 túy ông đình kí》、《 minh thiền phú》 《 thu thanh phú》、《 dữ cao ti gián thư》 《 bằng đảng luận》、《 mại du ông》 | Lãnh đạo phong trào cải cách thi văn Bắc Tống |
| Tô Tuân          |           | Tự:Minh Duẫn Hiệu:Lão Tuyền                             | Sinh 1009 Mất 1066 | My Sơn, Tứ Xuyên      | Ông vốn không xuất thân khoa cử. Quan tới Bí thư tỉnh giáo thư lang, Chủ bộ huyện Văn An, Hà Bắc                                                                                 | 《loại biên tăng nghiễm lão tô tiên sinh đại toàn văn tập》 《 lục quốc luận》、《 hành luận》 《 biện gian luận》、《 quản trọng luận》 《 quyền thư》 | Cha của Tô Thức và Tô Triệt, một trong Tam Tô |
| Tô Thức          |           | Tự:Tử Chiêm Hiệu:Đông Pha cư sĩ                         | Sinh 1037 Mất 1101 | My Sơn, Tứ Xuyên      | Niên hiệu Gia Hựu thứ hai đời Tống Nhân Tông đậu Tiến sĩ xuất thân | 《đông pha thất tập》 《 tiền xích bích phú》、《 hậu xích bích phú》 《 bình vương luận》、《 lưu hầu luận》 《 thạch chung san kí》 | Do phản đối biến pháp Vương An Thạch mà bị biếm, lần lượt làm Thái thú Hàng Châu, Toánh Châu, Dương Châu, Định Châu. Anh lớn của Tô Triệt, con Tô Tuân, một trong Tam Tô |
| Tô Triệt         |           | Tự: Tử Do Hiệu:Loan Thành, Toánh Tân Di Lão             | Sinh 1039 Mất 1112 | My Sơn, Tứ Xuyên      | Niên hiệu Gia Hựu thứ hai đời Tống Nhân Tông đậu Tiến sĩ xuất thân. Quan tới Trung Thư Xá nhân, Binh bộ Thị lang, Ngự sử Trung thừa, Thượng thư Tả bộc xạ kiêm Môn hạ lang trung | 《 thi truyện》、《 xuân thu truyện》 《 luận ngữ thập di》、《 mạnh tử giải》 《 long xuyên chí lược》、《 cổ sử 》 《 lão tử giải》、《 loan thành văn tập》 《 loan thành ứng chiếu tập》 | Một trong Tam Tô, là người có đường quan họa suôn sẻ nhất so với cha và anh.                                                                                             |
| Vương An Thạch   |           | 字介甫 號半山                                           | Sinh 1021 Mất 1086 | Lâm Xuyên, Giang Tây  | Niên hiệu Khánh Lịch thứ Hai đời Tống Nhân Tông đậu Tiến sĩ xuất thân. Quan tới Hàn Lâm học sĩ, Tham tri chính sự, Thượng thư tả bộc xạ kiêm Môn hạ thị lang.                    | 《 du bao thiện san kí》、《 thương trọng vĩnh》 《 đáp ti mã gián nghị thư》 | Lãnh đạo biến pháp dưới thời Tống Nhân Tông. Chỉ đạo xâm lược Đại Việt để giảm bớt áp lực trong nước nhưng thất bại.                                                     |
| Tăng Củng        |           | Tự: Tử Cố Hiệu: Nam Phong tiên sinh                     | Sinh 1019 Mất 1083 | Nam Phong, Giang Tây. | Niên hiệu Gia Hựu thứ hai đời Tống Nhân Tông đậu Tiến sĩ xuất thân. Quan tới Sử quán Tu soạn, Trung thư Xá nhân.                                                                 | 《 thượng âu dương xá thượng thư》、《mặc trì kí》、《 tỉnh tâm đình kí》、《 thượng thái học sĩ thư》 | |